# James Poe
James Poe (Dobbs Ferry, 4 de outubro de 1921 — Los Angeles, 24 de janeiro de 1980) foi um roteirista estadunidense. Ele é mais conhecido por seu trabalho no filme A Volta ao Mundo em 80 Dias (1956), pelo qual ganhou um Oscar de melhor roteiro adaptado.
Poe foi casado com a atriz Barbara Steele de 1969 a 1978.

## Prêmios e indicações
- Oscars[1]

1. 1957 - Melhor Roteiro Adaptado por A Volta ao Mundo em 80 Dias (venceu)
2. 1959 - Melhor Roteiro Adaptado por Gata em Teto de Zinco Quente (indicado)
3. 1964 - Melhor Roteiro Adaptado por Uma Voz na Sombras (indicado)
4. 1970 - Melhor Roteiro Adaptado por A Noite dos Desesperados (indicado)

- Emmys[2]

1. 1978 - Melhor Roteiro em um Programa Especial de Drama ou Comédia - Original para Televisão por The Gathering (indicado)

- BAFTA Awards[3]

1. 1971 - Melhor Roteiro por A Noite dos Desesperados (indicado)

- Writers Guild of America Award

1. 1971 - Laurel Award de Cinema (venceu)
2. 1970 - Melhor Roteiro Adaptado por A Noite dos Desesperados (indicado)
3. 1964 - Melhor Roteiro de Comédia por Uma Voz na Sombras (indicado)
4. 1959 - Melhor Roteiro de Drama por Gata em Teto de Zinco Quente (indicado)
5. 1957 - Melhor Roteiro de Comédia por A Volta ao Mundo em 80 Dias (venceu)